# Hồ Tá Khanh

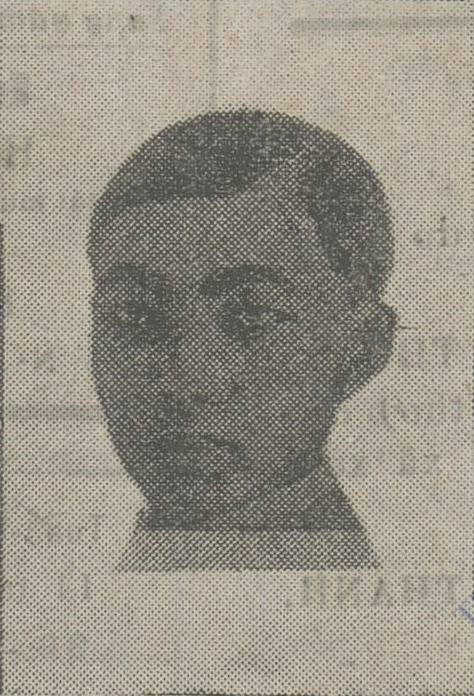
Bác sĩ Hồ Tá Khanh (1908-1996)

Bác sĩ Hồ Tá Khanh (1908 – 1996) là bác sĩ y khoa, từng giữ chức bộ trưởng bộ kinh tế trong nội các Trần Trọng Kim của Đế quốc Việt Nam vào năm 1945.

## Tiểu sử
Hồ Tá Khanh sinh năm 1908 tại ở thị xã Phan Thiết, tỉnh Bình Thuận (nay thuộc phường Phan Thiết, tỉnh Lâm Đồng). Nguyên quán của ông ở làng Kế Môn, huyện Phong Điền, tỉnh Thừa Thiên (nay thuộc phường Phong Phú, thành phố Huế).  Ông xuất thân trong gia đình truyền thống Nho học, cha là ông Hồ Tá Bang, một danh sĩ có đầu óc duy tân, cải cách, từng giữ chức Tổng lý (Tổng giám đốc) công ty Liên Thành. Cha vợ ông là Nguyễn Quý Anh, người tổ chức và điều hành Trường Dục Thanh ở Phan Thiết.
Thuở nhỏ Hồ Tá Khanh đi học ở Sài Gòn. Năm 1926, vì tham gia lễ truy điệu chí sĩ Phan Châu Trinh, ông bị đuổi học và sang Pháp. Khoảng năm 1929, Hồ Tá Khanh đỗ tú tài và được nhận vào học ở Trường Y khoa Paris (École de médecine de Paris) thuộc Đại học Paris. Ông tốt nghiệp với bằng bác sĩ. Ở Pháp, ông gia nhập Đảng Cộng sản Pháp, nhưng cũng đồng thời ủng hộ Việt Nam Quốc Dân Đảng.
Năm 1938, Hồ Tá Khanh về nước mở phòng mạch tư, tham gia các hoạt động chính trị, xã hội tại Sài Gòn trong nhóm các ông Phan Văn Hùm, Nguyễn Văn Sâm, Nguyễn Văn Tạo, Hồ Văn Nhựt,...
Năm 1939, ông cùng bác sĩ Hồ Văn Nhựt thành lập báo Văn Lang.
Năm 1945, ông được học giả Trần Trọng Kim, thủ tướng chính quyền Đế quốc Việt Nam, mời tham gia nội các với chức vụ bộ trưởng Bộ Kinh tế. Trong nội các Đế quốc Việt Nam lúc đó thì ông cùng với Bộ trưởng Nội vụ Trần Đình Nam là người có xu hướng ủng hộ Việt Minh và đề xuất Bảo Đại trao chính quyền cho Việt Minh.
Sau Cách mạng tháng Tám, nội các Trần Trọng Kim từ chức, Hồ Tá Khanh về sống ở Phan Thiết.
Năm 1946, ông được chủ tịch Hồ Chí Minh của chính quyền Việt Nam Dân chủ Cộng hòa mời ra miền Bắc làm việc, nhưng ông không nhận lời. Cao ủy Pháp ở Đông Dương Bollaert cũng mời ông giữ chức vụ trong chính phủ Nam Kỳ, nhưng Hồ Tá Khanh cũng từ chối và sang Pháp.
Những năm 1950, ông làm việc tại châu Phi.
Sau những năm 1960, Hồ Tá Khanh về hưu, sống tại Pháp cho đến ngày qua đời ngày 18 tháng 8 năm 1996 tại Paris, Pháp. Thi hài ông được hỏa táng, tro cốt được đem về thờ tại nhà lưu niệm Hồ Tá Bang ở Trường Dục Thanh (nay thuộc phường Phan Thiết, tỉnh Lâm Đồng).